# Urbain Souchu de Rennefort
Urbain Souchu de Rennefort est un administrateur colonial français du milieu du XVIIe siècle. Agent de la Compagnie française des Indes orientales, il a publié deux ouvrages dans lesquels il narre le premier voyage organisé par cette compagnie jusque vers le sud-ouest de l'océan Indien en 1665. Partie prenante de cette expédition, il vécut pendant quelques mois au sein de la colonie de Fort-Dauphin, une colonie française dans le sud de Madagascar.

## Publications
- Relation du premier voyage de la Compagnie des Indes Orientales en l'isle de Madagascar ou Dauphine, 1668.
- Histoire des Indes orientales, 1688.